# Microregione di Itapemirim
Itapemirim è una microregione dello Stato dell'Espírito Santo in Brasile appartenente alla mesoregione di Sul Espírito-Santense.

## Comuni
Comprende 3 comuni:
- Itapemirim
- Marataízes
- Presidente Kennedy